# Xavier Castano
Xavier Castano est un producteur de cinéma et réalisateur français né en 1949.

## Biographie
Xavier Castano a travaillé comme assistant réalisateur et réalisateur de seconde équipe, notamment avec Jean-Jacques Annaud, avant de tourner un long métrage, Veraz, sorti en 1991.
Il a réalisé plusieurs épisodes des séries télévisées Runaway Bay et La Vie devant nous.
Il est connu également comme producteur.

## Filmographie partielle

### Assistant réalisateur
- 1975 : Dreyfus ou l'Intolérable Vérité de Jean A. Chérasse
- 1978: Messidor d'Alain Tanner
- 1979: Retour à Marseille de René Allio
- 1979: La dame aux Camélias de Mauro Bolognini
- 1983 : Tchao Pantin de Claude Berri
- 1985: La vengeance du serpent à plumes de Gérard Oury
- 1986 : Jean de Florette de Claude Berri
- 1986 : Les Fugitifs de Francis Veber
- 1988 : L'Ours de Jean-Jacques Annaud
- 1989: Drôle d'endroit pour une rencontre

### Conseiller Technique
- 1996: Marquise de Véra Belmont
- 1999: La moitié du ciel de Alain Mazars
- 2000: Le roman de Lulu de Pierre-Olivier Scotto

### Directeur de Production
- 1989: Valmont de Milos Forman

### Réalisateur
- 1991 : Veraz
- 1999 : Occupé ?!... (Incontinence caractérielle) (court métrage)

### Réalisateur 2ème Equipe
- 1988: L'Ours de Jean-Jacques Annaud
- 1994: Le hussard sur le toit de Jean-Paul Rappeneau
- 1995: Hercule et Sherlock de Jeannot Szwarc
- 1996: Le Jaguar de Francis Veber
- 1997: Le diner de Cons de Francios Veber
- 1999: Le fils du français de Gérard Lauzier

### Producteur
- 2007 : Sa majesté Minor de Jean-Jacques Annaud
- 2015 : Le Dernier Loup de Jean-Jacques Annaud
- 2023 : Si tu es un homme de Simon Panay

### Coproducteur
- 2018: A duck's Grin de Kim Yougnam

### Producteur exécutif
- 1994: Waati de Souleymane Cissé
- 1998: Belle Maman de Gabriel Aghion
- 2004: Deux frères de Jean-Jacques Annaud
- 2007: Sa Majesté Minor de Jean-Jacques Annaud
- 2011: Or Noir de Jean-Jacques Annaud
- 2013: L'Ecume des jours de Michel Gondry